# 第三次日韩协约
《第三次日韩协约》，又稱為《第三次韓日協約》、《韓日新協約》、《丁未條約》、《丁未七條約》，是日本与朝鲜王朝（时称大韩帝国）于1907年7月24日签订的不平等条约。
海牙密使事件後，日本於1907年7月18日逼朝鮮高宗退位。因第二次日韩协约已失去外交權，而淪為日本的保護國的大韓帝國，再因此條約，高級官吏任免權落入日本在韓國的統監手上（第四條），韓國政府官吏可由日本人出任（第五條）。至此韓國的内政完全落入日本的管轄之下。该协约的未公开部分还规定解散大韓帝國軍，及喪失司法權與警察權。
大韩帝国的七位内阁大臣对条约签订表示赞同，因而被韩国人民视为卖国贼，合称“丁未七賊”。

## 内容
1. 韓國政府接受統監指導改變施政
2. 韓國政府制定法令及重要行政上處分必先經統監承認
3. 韓國之司法事務從普通行政事務之中區分
4. 韓國高等官吏之任免由統監同意方可實行
5. 韓國政府任命統監推薦之日本人為韓國官吏
6. 韓國政府未經統監同意不得聘請外國人
7. 廢止1904年《第一次日韩协约》的第一項